# Didericus Adrianus Walraven

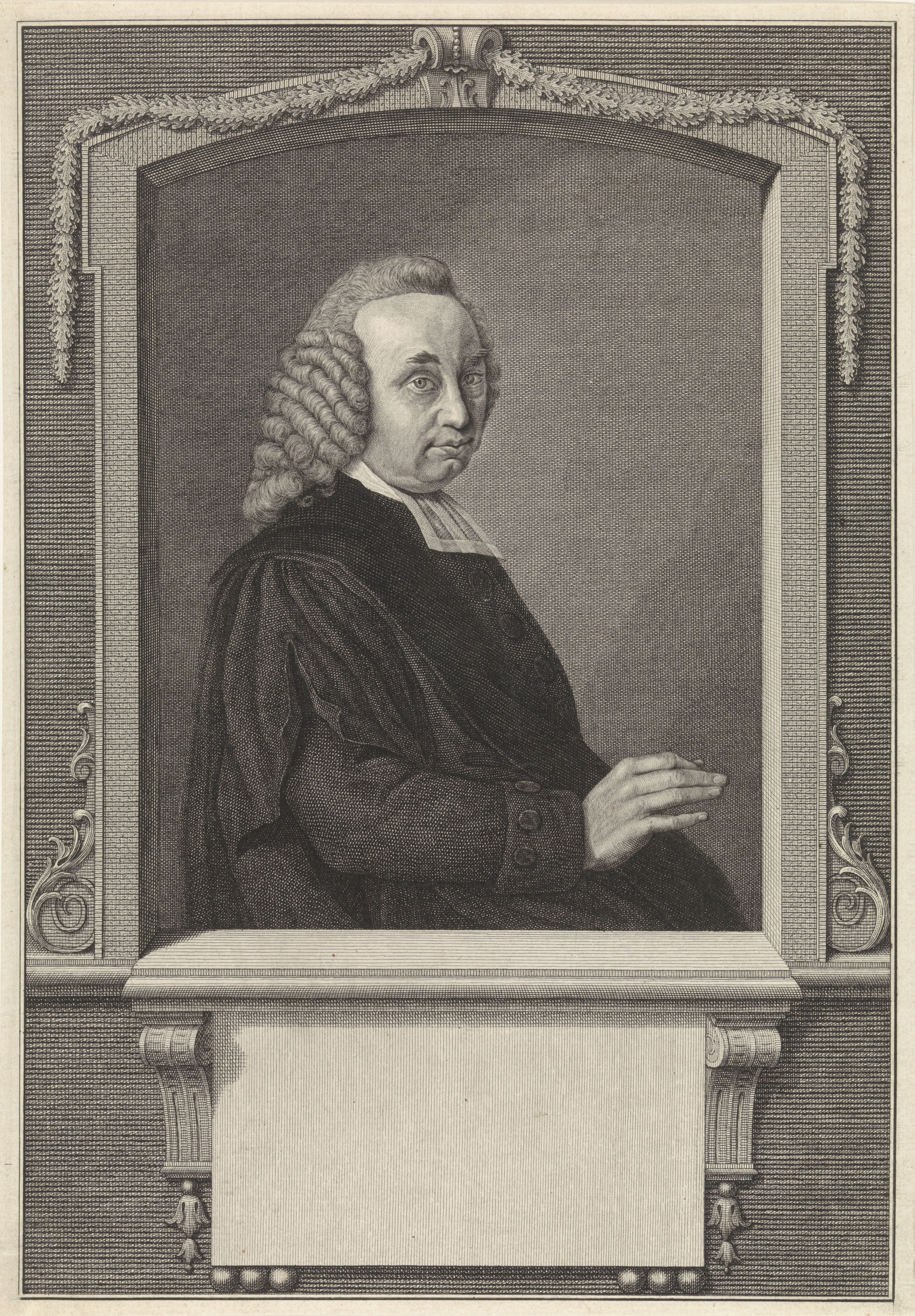

Didericus Adrianus Walraven (Zwolle, 27 februari 1732 – Amsterdam, 5 juli 1804) was hoogleraar in de semitische talen aan het Athenaeum Illustre in Amsterdam.

## Leven en werk
Walraven bezocht de Latijnse school in Zwolle en in 1748 begon hij zijn studie theologie aan de Groningse universiteit. Hier volgde hij onder meer de colleges in de Oosterse talen van de hoogleraar N.G. Schroeder bij wie hij in 1752 zijn dissertatie getiteld De voto Jephtae verdedigde. 
Na de voltooiing van zijn studie werd Walraven predikant te Randwijk waar hij zijn studie in  de semitische talen voortzette. Een professoraat in de godgeleerdheid aan de universiteit van Duisburg, dat hem in 1760 werd aangeboden, 
weigerde hij. Hij werd vervolgens predikant in achtereenvolgens Warmond, Elburg en Harderwijk. 
In 1779 werd hij benoemd tot hoogleraar in de Oosterse (d.w.z. semitische) talen en oudheden aan het Athenaeum Illustre te Amsterdam. Op 18 oktober hield 
hij zijn inaugurele rede – in het Latijn dat in die dagen de academische taal was. In deze oratie vertelde hij dat hij in de geest van zijn promotor Schroeder de studie van de Oosterse letteren wilde uitbouwen. 
In 1785 werd hem ook het onderwijs in de hermeneutiek ("gewijde uitlegkunde") opgedragen. Tegelijkertijd werd hij tot prediker van het Athenaeum benoemd, welk ambt hij zeven jaar later neerlegde. Op 68-jarige leeftijd  werd hij nog aangesteld tot inspecteur van Latijnse scholen.
Hoewel hij in zijn tijd zeer beroemd was, zijn er geen geschriften van betekenis van Walravens hand verschenen.
- Biografisch Portaal: 52930956
- Digitale Bibliotheek voor de Nederlandse Letteren: walr013
- Gemeinsame Normdatei: 1023892391
- International Standard Name Identifier: 0000 0003 7675 6894
- Nederlandse Thesaurus van Auteursnamen: 07286799X
- Virtual International Authority File: 254268898
- WorldCat: E39PBJfMjpWxxqDDpkk7pft7pP